# ألان هيد
ألان هيد (بالإنجليزية: Alan Head)‏ هو فيزيائي أسترالي، ولد في 10 أغسطس 1925، وتوفي في 9 يناير 2010.